# Пономарьова Галина Федорівна
Гали́на Фе́дорівна Пономарьо́ва (нар. 1 квітня 1950, с. Платава Конишевського району Курської області) —  учений-педагог, ректор Харківської гуманітарно-педагогічної академії, доктор педагогічних наук, професор, академік Міжнародної академії наук педагогічної освіти, академік Національної академії проблем людини.

## Біографія
Народилася 1 квітня 1950 року в селі Платава Конишевського району Курської області.
Січень — липень 1967 року — учитель початкових класів Кашарської початкової школи с. Кашара Конишевського району Курської області.
1972 року закінчила Курський державний педагогічний інститут (спеціальність — географія та біологія; кваліфікація — учитель географії, біології середньої школи).
Листопад 1972 — серпень 1973 року — учитель біології середньої школи № 119 (м. Харків).
Серпень 1973 — вересень 1978 року — учитель географії восьмирічної школи № 63 (м. Харків).
Вересень 1978 — вересень 1979 року — заступник директора з навчально-виховної роботи восьмирічної школи № 63 (м. Харків).
У 1980—1992 роках працювала заступником голови, головою виконкому Фрунзенської райради м. Харкова, заступником голови виконкому Харківської облради, начальником управління народної освіти Харківського облвиконкому.
З травня 1992 до жовтня 2004 року — директор Харківського педагогічного коледжу.
1997 р. захистила дисертацію на здобуття ступеня кандидата педагогічних наук на тему «Педагогічні умови формування екологічної культури студентів педагогічного коледжу».
Із жовтня 2004 р. — ректор Харківського гуманітарно-педагогічного інституту.
Із 15 червня 2011 р. — ректор Харківської гуманітарно-педагогічної академії [Архівовано 13 травня 2017 у Wayback Machine.]

## Науково-творчий набуток
Автор монографії, 36 навчально-методичних і наукових праць.

### Нагороди, відзнаки та звання
Відзнака Президента України «Орден княгині Ольги» III ступеня (1999), II ступеня (2004), «Заслужений працівник народної освіти України» (1994), Почесна грамота Верховної Ради України (2006), медаль «Ветеран праці», нагрудні знаки: «Відмінник народної освіти УРСР» (1991), «А. С. Макаренко» (2005), «За наукові та освітні досягнення»(2015), Почесна грамота Міністерства освіти і науки України (2004), Почесна грамота Харківської обласної державної адміністрації і Харківської обласної ради, академік Міжнародної академії наук педагогічної освіти, академік Національної академії проблем людини, відзнаки «Патріот Вітчизни» та «Трудова слава», медаль «Громадський та політичний діяч»(2013), звання  «Почесний громадянин Харківської області» (2014), Почесна відзнака  Харківської обласної ради «Слобожанська слава» (2015), нагрудний знак Міністерства освіти і науки «За наукові та освітні досягнення» (2015), Почесна грамота Харківської обласної державної адміністрації (2015).

## Діяльність на посаді ректора
Галина Пономарьова підтримує ідею про пріоритет у навчанні студентів із сільської місцевості, оскільки в сільських закладах освіти не вистачає вчителів, вихователів дітей дошкільного віку, практичних психологів, а також соціальних педагогів. Станом на 2019 рік співвідношення студентів-харків'ян та іногородніх студентів становить 50 на 50 відсотків.